# Cynthiana (Kentucky)
Cynthiana és una població dels Estats Units a l'estat de Kentucky. Segons el cens del 2000 tenia 6.258 habitants.

## Demografia
Segons el cens del 2000, Cynthiana tenia 6.258 habitants, 2.692 habitatges, i 1.639 famílies. La densitat de població era de 723,4 habitants/km².
Dels 2.692 habitatges en un 27,3% hi vivien nens de menys de 18 anys, en un 42,2% hi vivien parelles casades, en un 14,9% dones solteres, i en un 39,1% no eren unitats familiars. En el 36% dels habitatges hi vivien persones soles el 18,7% de les quals corresponia a persones de 65 anys o més que vivien soles. El nombre mitjà de persones vivint en cada habitatge era de 2,24 i el nombre mitjà de persones que vivien en cada família era de 2,89.
Per edats la població es repartia de la següent manera: un 22,7% tenia menys de 18 anys, un 9% entre 18 i 24, un 26,3% entre 25 i 44, un 21,9% de 45 a 60 i un 20,1% 65 anys o més.
L'edat mediana era de 40 anys. Per cada 100 dones de 18 o més anys hi havia 77,3 homes.
La renda mediana per habitatge era de 28.519$ i la renda mediana per família de 34.691$. Els homes tenien una renda mediana de 27.704$ mentre que les dones 20.659$. La renda per capita de la població era de 15.227$. Entorn del 13,3% de les famílies i el 16,1% de la població estaven per davall del llindar de pobresa.

## Poblacions més properes
El següent diagrama mostra les poblacions més properes.